# 穀町 (石巻市)
穀町（こくちょう）は、宮城県石巻市の町丁であり、旧牡鹿郡石巻町のち石巻市の石巻の一部に相当する。郵便番号は986-0825（石巻市役所を除く）。住民基本台帳に基づく人口は387人、世帯数は241世帯（2025年4月30日現在）。丁目を持たない単独町名であり、全域で住居表示が実施されている。商業地としての一面をもつほか、2010年（平成22年）に石巻市役所が日和が丘から移転したことから市政の中心地としての機能を担っている。

## 地理
石巻市の西南部、本庁地域の中央部に位置し、東部で立町・鋳銭場と、西部で山下町と、北西部で清水町と、北部で駅前北通りと、南部で羽黒町と接する。

## 歴史
穀町の成立は北上運河の開設と石井閘門の建設が大いに関係している。かつて石巻以西から石巻宿に至るには専ら水押土田淵から蛇田町を経由する北上川堤防が用いられていたが、石井閘門建設により通路が遮断され、往来に非常な不便を招来したため、宮城県は立町から蛇田新橋に至り、赤土山下および蛇田村山下地区を横断する道路の建設に乗り出した。この道路は後に穀町蛇田線と呼ばれるようになった。
新道の開通により、桃生郡や登米郡からの来訪者の往来により繁栄した土田淵道路沿いの蛇田町と横町は衰退し、石巻の繁華の情勢は立町に移った。立町の繁栄により、赤土山下では農家相手の穀物商が相次いで店舗を開くに至り、住民らは赤土山下一帯を穀丁（穀町）と通称するようになった。石巻村外三ケ村戸長小梁川明康は宮城県令松平正直に「立町新道路新家作両側」を穀町、「立町出口旧道新家作の分」を裏穀町とすることを願い出て、1886年（明治19年）4月13日に許可を得た。しかし、あくまでも穀町と裏穀町は通称地名で地籍地名としては「石巻字赤土山下」が正式名称だった。

### 沿革
- 1885年（明治18年） - 穀丁が新設される[12]。
- 1886年（明治19年） - 穀町と裏穀町が設置される[13]。
- 1966年（昭和41年）5月1日 - 石巻字赤土山下、石巻字立町、石巻字北鰐山、石巻字鋳銭場、石巻字明神山の各一部をもって、穀町が成立[8]。
- 2008年（平成20年）4月27日 - さくら野石巻店が閉店[15]。
- 2010年（平成22年）
  - 2月 - 石巻市役所新庁舎が穀町のさくら野石巻店跡に完成[10]。
  - 3月 - 石巻市役所新庁舎にて業務開始[10]。
- 2011年（平成23年）3月11日 - 東北地方太平洋沖地震が発生。穀町においてもおよそ0.5mから1.0m浸水した[16]。
- 2020年4月23日 - イオン石巻駅前店が市役所一階にソフトオープン[17]。

## 施設
- 太陽生命保険石巻支社（穀町3番15号）[18]
- ファミリーマート石巻市役所前店（穀町6番17号）[19]
- 穀町会館（穀町10番6号）[20]
- 復興庁宮城復興局（穀町12番24号）[21]
- 石巻警察署石巻駅前交番（穀町13番8号）[22]
- 石巻市役所（穀町14番1号）[10]
  - イオン石巻駅前店[23]
  - 石巻市総合相談センター[24]
  - 石巻信用金庫石巻駅前出張所[25]
- 石巻市立病院（穀町15番1号）[26]
- 石巻市ささえあいセンターほっとぉ〜る（穀町15番2号）[27]
- 日本政策金融公庫石巻支店（穀町16番1号）[28]
- 東北労働金庫石巻支店（穀町16番6号）[29]
- セブンイレブン石巻駅南店（穀町16番15号）[30]

## 交通

### 鉄道
域内に鉄道駅は所在しないが、北域に東日本旅客鉄道仙石線・仙石東北ラインが通過しているおり、隣接する鋳銭場に所在するJR石巻駅が最寄駅として挙げられる。

### 道路
一般国道
- 国道398号[8]

石巻広域都市計画道路
- 山下内海橋線[32]

### バス
- 京王電鉄バス[33]
  - 広瀬ライナー号
- ミヤコーバス[33]
  - 仙台-石巻高速バス
  - 石巻免許センター線
  - 河南線
  - 石巻専修大学線
  - 石巻日赤線
  - 中里線
  - 山下門脇線
  - 鹿妻線
  - 鮎川線
  - 石巻渡波線
  - 蛇田線
  - 女川線

## 小・中学校の学区
小・中学校の学区は以下の通りとなる。
| 町丁 | 字・番地 | 小学校             | 中学校             |
| ---- | -------- | ------------------ | ------------------ |
| 穀町 | 全域     | 石巻市立山下小学校 | 石巻市立石巻中学校 |

### 石巻市史
- 石巻市史編纂委員会 編『石巻市史』 4巻、石巻市役所、1962年。

### その他
- 「角川日本地名大辞典」編纂委員会 編『角川日本地名大辞典』 4 宮城県、角川書店、1979年12月1日。ISBN 4040010302。